# Europäische Stammtafeln
Das Sammelwerk Europäische Stammtafeln ist ein umfangreiches Nachschlagewerk zur Genealogie, einer der historischen Hilfswissenschaften. Es wurde 1935/1936 erstmals in zwei Bänden unter dem Titel Stammtafeln zur Geschichte der europäischen Staaten von Wilhelm Karl von Isenburg (1903–1956) publiziert und hat seitdem nicht nur eine Reihe von Neuauflagen erlebt, sondern – unter Isenburgs Nachfolgern Frank Baron Freytag von Loringhoven (1910–1977) und Detlev Schwennicke (1930–2012) – auch eine Ausweitung auf 29 Bände (die teils in mehreren Teilbänden vorliegen) mit mehr als 4000 Stammtafeln erfahren.
Isenburgs Erstauflage behandelte im Band I „Die deutschen Staaten“ (1935) und im Band II „Die außerdeutschen Staaten“ (1936) und beschränkte sich dabei auf die regierenden Familien der europäischen Geschichte. Die zweite Auflage von 1953, die bereits von Freytag von Loringhoven herausgegeben wurde, ergänzte dieser 1955 und 1957 um zwei weitere Bände, in denen der Hochadel aus Deutschland und Österreich-Ungarn behandelt wurden, und die bereits den neuen Titel „Europäische Stammtafeln. Stammtafeln zur Geschichte der europäischen Staaten“ trugen. Die vier Bände wurden in den folgenden 20 Jahren nachgedruckt und verbessert, aber nicht ergänzt.
Im Nachlass Freytag von Loringhovens fand sich dann 1977 ausreichend nicht publiziertes Material, um 1978 einen Band V veröffentlichen zu lassen: „Europäische Stammtafeln. Stammtafeln zur Geschichte der europäischen Staaten. Band V. Von Frank Baron Freytag von Loringhoven. Aus dem Nachlass herausgegeben von Detlev Schwennicke.“
Danach wurde das Werk von seinem dritten Betreuer auf neue Füße gestellt. Es hieß nun: „Europäische Stammtafeln. Stammtafeln zur Geschichte der europäischen Staaten. Begründet von Wilhelm Karl Prinz zu Isenburg, fortgeführt von Frank Baron Freytag von Loringhoven. Neue Folge. Herausgegeben von Detlev Schwennicke“. Der Band I erschien 1980, der Band XVI 1995.
Nach dem Band XVI wurde – unter Beibehaltung der Zählung – der Titel gekürzt. Das Werk heißt nun: „Detlev Schwennicke. Europäische Stammtafeln. Neue Folge“, aus der siebzehn (Teil-)Bände vorliegen, die das Gesamtwerk zum Teil fortführen (Band XVII bis XXIX), zum Teil aber auch neu herausgeben.

## Bewertung
In den jüngeren Bänden findet man ausführliche Angaben zu den Quellen, aus denen die Stammtafeln erstellt wurden, aber keine Einzelnachweise. Will man also die Quellenangabe für eine konkrete Filiation herausfinden, muss man sich alle im Quellennachweis enthaltenen Werke anschauen.
Vor allem bei der teilweise höchst umstrittenen hochmittelalterlichen Adelsgenealogie ist man gut beraten, sich nicht alleine auf die Europäischen Stammtafeln zu verlassen, da nicht selten spekulative Mutmaßungen aus der Fachliteratur Eingang in sie gefunden haben. Dies gilt beispielsweise für eine in der Forschung so umstrittene Familie wie die der Konradiner.
So schreibt Heegewaldt (s. u.) in seiner Rezension der 2002 erschienenen Bände XIX und XX denn auch: „Auch die Quellenlage spielte eine gewichtige Rolle, da im Rahmen einer derartigen Reihe keine intensive Grundlagenforschung betrieben werden kann und auf bereits publizierte Darstellungen zurückgegriffen werden muss. Gleichwohl gewinnen die Tafeln immer dann besonders an Wert, wenn über den bereits veröffentlichten Kenntnisstand hinaus unbearbeitete gedruckte und ungedruckte Quellen herangezogen wurden.“

## Rezension
- Werner Heegewaldt (Brandenburgisches Landeshauptarchiv) zu Band XIX und XX (2002). In: Herold-Jahrbuch, Neue Folge, Band 10 (2005).